# Волков Валерій Якович
Волков Валерій Якович (26 липня 1947) — радянський вершник.
Олімпійський чемпіон 1980 року в командному триборстві.